# ワシントン・ルイス・ペレイラ・ドス・サントス
ワシントン・ルイス・ペレイラ・ドス・サントス（Washington Luiz Pereira Dos Santos、1975年4月10日 - ）は、ブラジル・サンパウロ出身のサッカー選手。ポジションはフォワード。

## 経歴
ベルギー2部リーグで活躍し、2001年8月にウニオン・サンジョアンECからの期限付き移籍でセレッソ大阪に加入したが、わずか1ヶ月で契約解除となりブラジルに帰国した。退団後はブラジルのアトレチコ・ミネイロ、SCインテルナシオナルや、パラグアイのクラブ・グアラニーなどに在籍した。

## 所属クラブ
- 1994年  ウベルランジアEC
- 1995年  ナシオナル-AM
- 1996年  ウニオン・サンジョアンEC
- 1997年  RFCリエージュ（フランス語版）
- 1998年 - 2001年  RAAルヴィエール（フランス語版）
- 2001年5月 - 8月  パラナ・クルーベ
- 2001年8月  セレッソ大阪 (期限付き移籍)
- 2001年9月 - 12月  パラナ・クルーベ
- 2002年  オラリアAC
- 2002年  アトレチコ・ミネイロ
- 2003年  アメリカ-SP
- 2004年 - 2005年  クラブ・グアラニー
- 2005年  アメリカ・ミネイロ
- 2005年  スポルティボ・ルケーニョ[3]
- 2005年  SCインテルナシオナル[4]
- 2006年  クルーベ・ド・レモ[3]
- 2006年  CDマラトン[4]
- 2007年  サンガブリエルFC（ポルトガル語版）[3]
- 2007年 - 2008年  愉園[3]
- 2009年  インテルデ・リメイラ[3]
- 2010年  CAタクアリチンガ（ポルトガル語版）[3]
- 2011年  サン・ライムンドEC（ポルトガル語版）
- 2011年  リオ・ブランコEC[3]
- 2011年  ナシオナル-AM
- 2012年  サン・ライムンドEC

## 個人成績
| 国内大会個人成績 | 国内大会個人成績 | 国内大会個人成績 | 国内大会個人成績 | 国内大会個人成績 | 国内大会個人成績 | 国内大会個人成績 | 国内大会個人成績 | 国内大会個人成績 | 国内大会個人成績 | 国内大会個人成績 | 国内大会個人成績 |
| 年度             | クラブ           | 背番号           | リーグ           | リーグ戦         | リーグ戦         | リーグ杯         | リーグ杯         | オープン杯       | オープン杯       | 期間通算         | 期間通算         |
| 年度             | クラブ           | 背番号           | リーグ           | 出場             | 得点             | 出場             | 得点             | 出場             | 得点             | 出場             | 得点             |
| 日本             | 日本             | 日本             | 日本             | リーグ戦         | リーグ戦         | リーグ杯         | リーグ杯         | 天皇杯           | 天皇杯           | 期間通算         | 期間通算         |
| ---------------- | ---------------- | ---------------- | ---------------- | ---------------- | ---------------- | ---------------- | ---------------- | ---------------- | ---------------- | ---------------- | ---------------- |
| 2001             | C大阪            | 37               | J1               | 2                | 1                | -                | -                | -                | -                | 2                | 1                |
| 通算             | 日本             | 日本             | J1               | 2                | 1                | -                | -                | -                | -                | 2                | 1                |
| 総通算           | 総通算           | 総通算           | 総通算           | 2                | 1                | -                | -                | -                | -                | 2                | 1                |